# 1538 a tudományban
Az 1538. év a tudományban és a technikában.

## Születések
- március 25. – Christophorus Clavius német jezsuita, matematikus és csillagász († 1612)

## Halálozások
- Maximilianus Transylvanus (Erdélyi Miksa) uralkodók tanácsosa, diplomata, humanista, a Magellan-expedíció első krónikása (* 1490 k.)